# Óxido de potássio
O óxido de potássio, cuja fórmula química é K2O, consiste num composto de cor branca constituído por oxigénio e potássio. O potássio possui nox fixo +1, e por isso seu óxido é básico. Oxida-se facilmente em contacto com o oxigénio da atmosfera, e por isso deve ser guardado sobre querosene, isolado do ar - a maioria dos metais em contacto com o ar queimam-se formando óxidos.